# Cerithiopsis stejnegeri
Cerithiopsis stejnegeri är en snäckart som beskrevs av Dall 1884. Cerithiopsis stejnegeri ingår i släktet Cerithiopsis och familjen Cerithiopsidae.

## Underarter
Arten delas in i följande underarter:
- C. s. stejnegeri
- C. s. dina